# طوب لبن

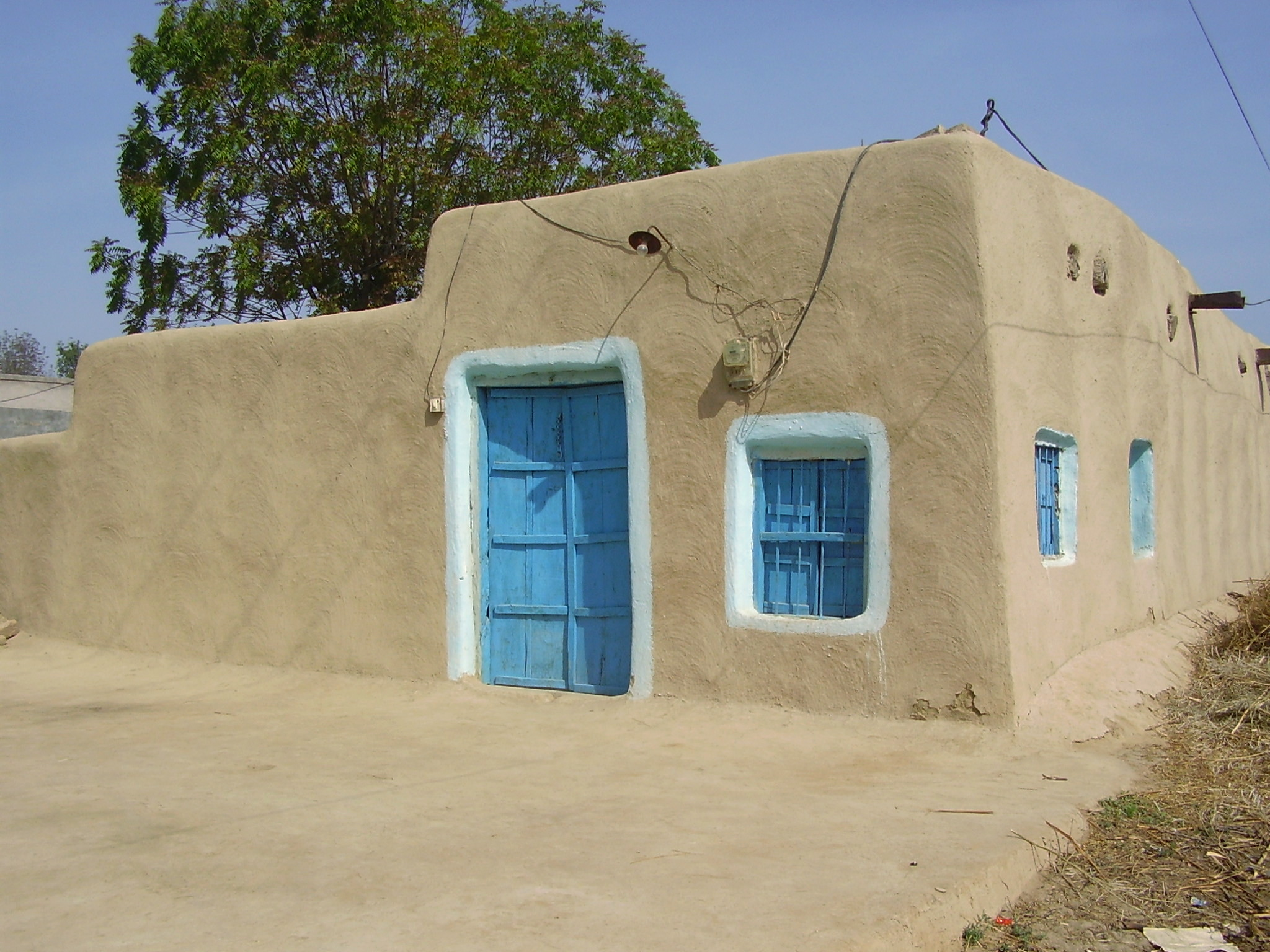
مبنى من الطوب اللبن بباكستان.

اللبن المقولب هو نوع من أنواع القراميد البدائية التي عرفت منذ العصر الحجري الحديث ، ويصنع من مزيج من التربة الطفالية، الطين، الرمل والماء مع مادة رابطة مثل قشور الأرز أو القش ، ويترك صانعوا الطوب هذا المزيج المتيبس ليجف لمدة 25 يوماً . وتستعمل تلك الطريقة في البلاد الحارة التي لا يتوافر فيها الحطب اللازم لتشغيل الأفران، في بعض الأحيان ولكي يحافظ صانعوا الطوب على حياة القرميد فيضعون القراميد الساخنة فوق بعضها أو تُغطى في الجص المزخرف .

## أشهر استخداماته

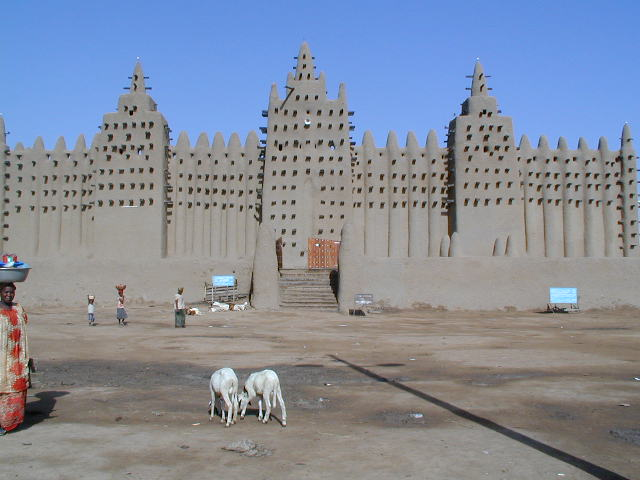
جامع جينيه بمالي وهو جامع ذي صيت بمدينة جينيه وهو أكبر مبنى مصنوع من الطوب اللبن بالعالم.

في جامع جينيه الكبير بمدينة جينيه بوسط مالي ، ويعد هذا المبنى أكبر مبنى مصنوع من الطوب اللبن في العالم . وطوب هذا الجامع هو طوب لبن مضاف إليه قشور الحبوب المتخمرة، وتوضع القراميد فوق بعضها ثم تغطى بالجص ، ويعاد تغطيتها بالجص سنوياً .

## العالم القديم

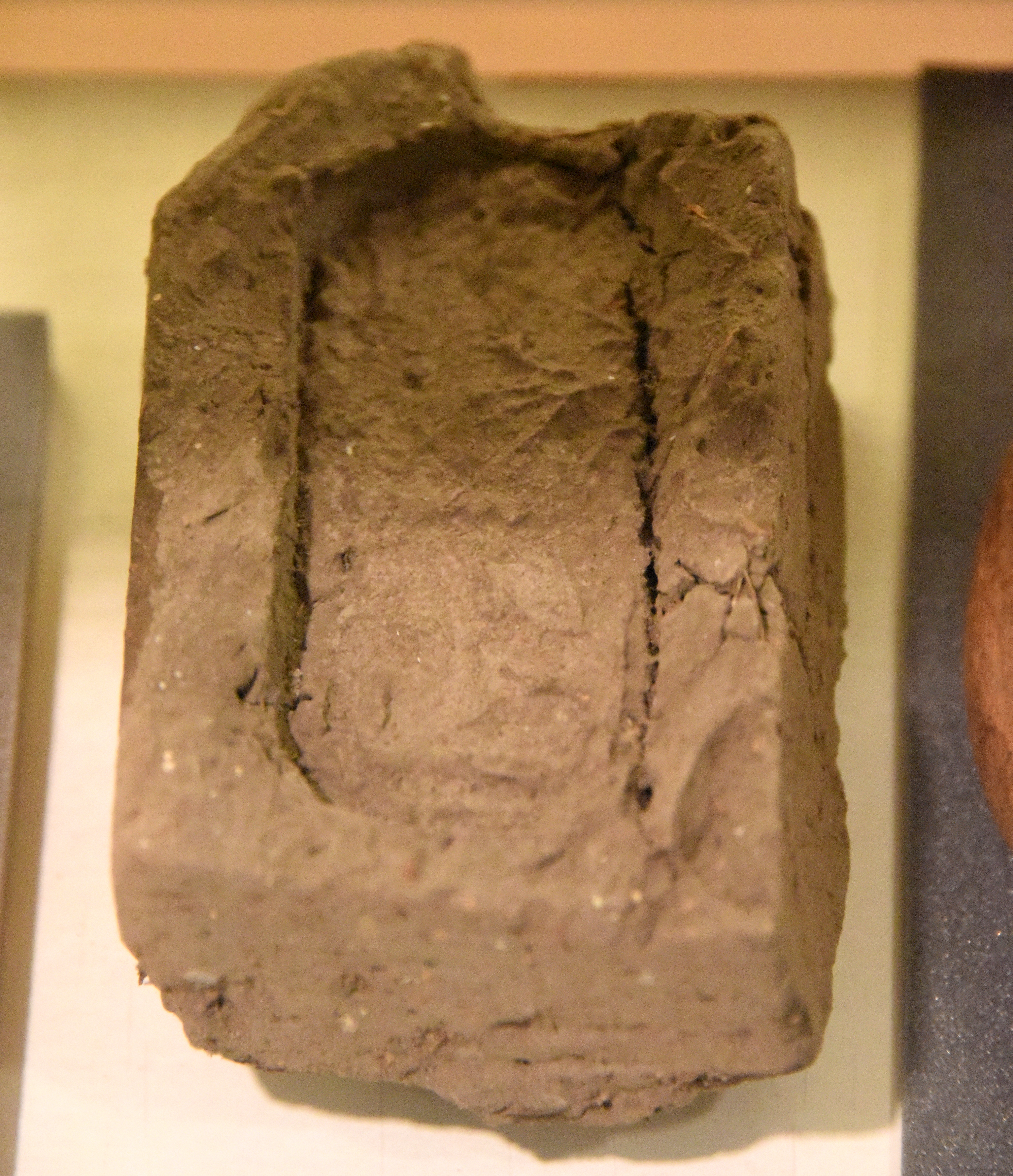
الطوب اللبن مختوم بختم بارز من خزانة الوزير.

بنى سكان مهرگاره في جنوب آسيا -باكستان حالياً- بيوتهم التي عاشوا فيها منذ 7000 إلى 3300 قبل الميلاد، وتعد المناطق الأثرية المكتشف بها قراميد الطوب اللبن سمة كبيرة في حضارة وادي السند، وفي الشرق الأوسط في العصر الحجري الحديث ، استخدم سكان ما بين النهرين الطوب اللبن في بناء المدن، وكانوا يضعون القراميد في العفن ليصبح وسط القرميد اسمك من الأطراف، واستخدمت قراميد الطوب اللبن بمصر إلى حد ما في بناء المنازل والقصور وزاد استخدامها في العصر الروماني .

## أمثلة

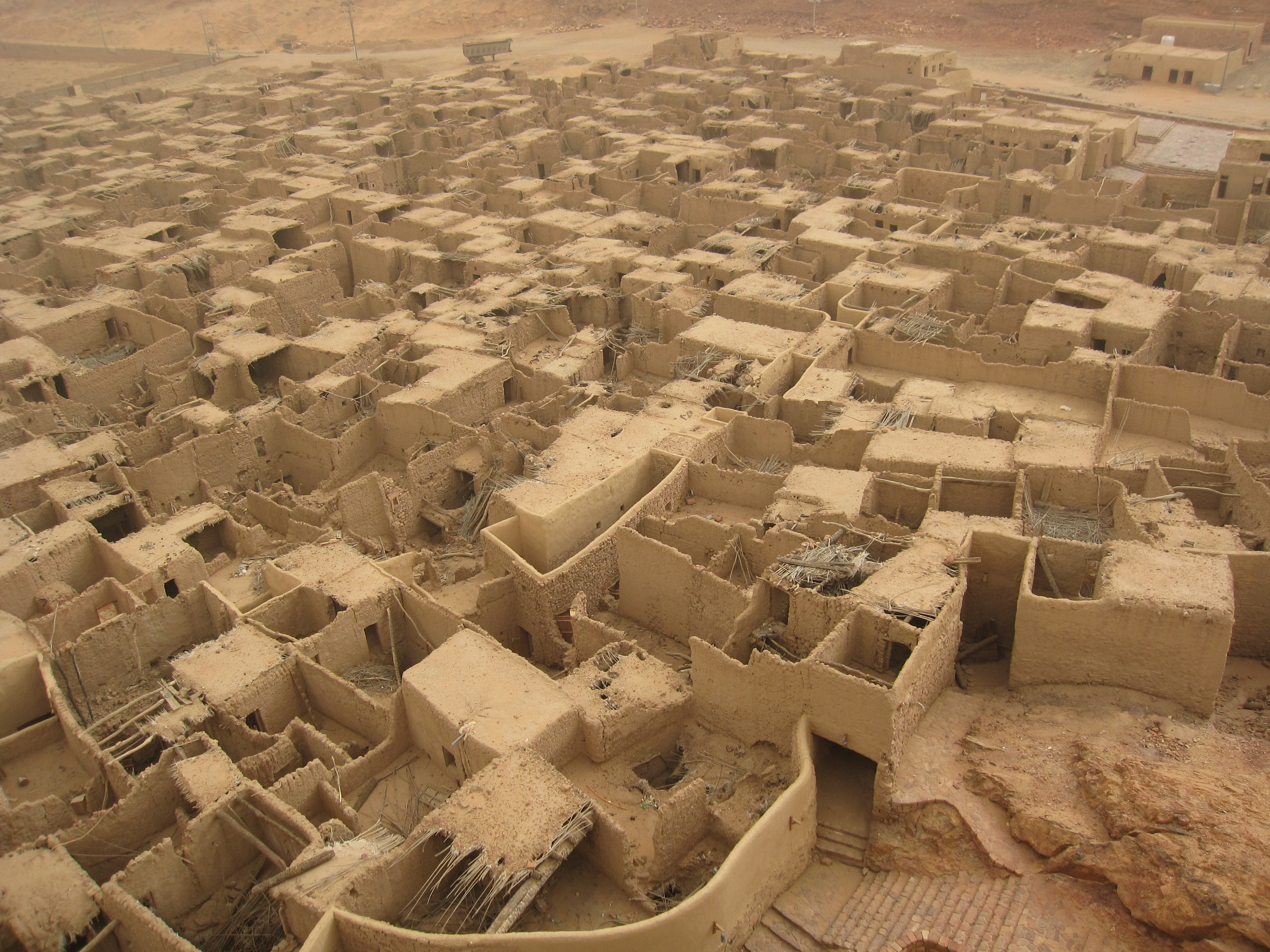
العلا - الحجاز